# 라피스 리라이츠
〈라피스 리라이츠〉(Lapis Re:LiGHTs, 일본어: ラピスリライツ 〜この世界のアイドルは魔法が使える〜 라피스 리라이츠 ~이 세계의 아이돌은 마법을 쓸 수 있다~[*])는 KLab과 KADOKAWA에 의한 미디어 믹스 프로젝트이자 이를 원작으로 하는 애니메이션이다. 약칭은 라피라이(ラピライ).
당초부터 「마법」×「아이돌」을 프로젝트의 테마로 내걸고 있다. 2019년 4월 기준으로, 단편적인 설정만 공개되어 있지만, 적어도 6개의 아이돌 유닛과 이미 해체되었다고 여겨지는 1개의 유닛이 등장하는 것이 판명되었다. 또 「스마트폰 게임」에서는, 플레이어가 선생님이 되어 그녀들을 이끌어 가는 스토리가 되는 내용이 공표되고 있다.
프로젝트의 악곡 제작에는 JVC 켄우드 빅터 엔터테인먼트가 참가한다. 그 외 시나리오는 아사노 하지메가 담당, 캐릭터 디자인은 U35가 담당한다.
2020년에 요코하마 애니메이션 랩에서 애니메이션을 제작해 7월부터 9월까지 방영되었다.

## TV 애니메이션

### 제작진
- 원작: Project PARALLEL
- 감독: 하타 히로유키(畑 博之)
- 시리즈 구성: 츠치다 카스미(土田 霞), 아사노 하지메(あさの ハジメ)
- 캐릭터 디자인/총작화 감독: 이카가미 타로(池上 たろう)
- 프롭 디자인: 이와나가 에츠요(岩永 悦宜)
- 미술 설정: 미야노 타카시(宮野 隆)
- 미술 감독: 야마모토 요이치로(山本 陽一朗)
- 색체 설계: 후루이치 유이치(古市 裕一)
- CG 감독: 고시마 타쿠지(五島 卓二)
- 촬영 감독: 이와이 카즈야(岩井 和也)
- 편집: 츠보네 켄타로(坪根 健太郎)
- 음악: 호소 사토시(宝野 聡史)
- 음향 감독: 노야 료스케(納谷 僚介)
- 음악 제작: 스튜디오 마우스(スタジオマウス)
- 애니메이션 제작: 요코하마 애니메이션 랩(横浜アニメーションラボ, 영어: Yokohama Animation Laboratory)
- 제작: Team Lapis Re:LiGHTs

### 대한민국 제작진
- 번역: 장혜리
- 종합편집: 김소정
- 기획: 애니플러스

### 주제곡
오프닝 테마 「우리의 STARTRAIL(私たちのSTARTRAIL)」
노래: 라피스 리라이츠 스타즈
엔딩 테마 「플라네타리움(プラネタリウム )」
노래: LiGHTs

### 방송국
| 방송국가 | 방송국     | 방영기간       | 방영일시       |
| -------- | ---------- | -------------- | -------------- |
| 일본     | 도쿄 MX    | 2020년 7월 4일 | 토요일 22:00 - |
| 일본     | BS11       | 2020년 7월 4일 | 토요일 22:00 - |
| 일본     | ABEMA      | 2020년 7월 4일 | 토요일 22:00 - |
| 일본     | AT-X       | 2020년 7월 6일 | 월요일 21:00 - |
| 대한민국 | 애니플러스 | 2020년 7월 9일 | 목요일 00:00 - |